# Петкуны (Тетерковский сельсовет)
Петкуны (бел. Петкуны) — деревня в Браславском районе Витебской области Беларуси. Входит в состав Тетерковского сельсовета.

## География
Деревня находится в западной части Витебской области, к югу от озера Укля, при автодороге Н-2145, на расстоянии приблизительно 16 километров (по прямой) к юго-востоку от города Браслав, административного центра района. Абсолютная высота — 159 метров над уровнем моря. Площадь населённого пункта — 0,0066 км².

## История
По состоянию на 1905 год, в деревне проживало 15 человек (7 мужчин и 8 женщин). В административном отношении входила в состав Перебродской волости Дисненского уезда Виленской губернии.
В 1921 году входила в состав гмины Пшебродзе Дисенского повета Виленского воеводства Второй Польской республики. Числился 61 житель (33 мужчины и 28 женщин), проживавших в 9 домах. В этническом составе населения того периода белорусы составляли 100 %. В конфессиональном составе населения преобладали православные христиане (38 %), также были представлены католики (31 %) и старообрядцы (31 %).

## Население
По данным переписи 2019 года, постоянное население в деревне отсутствовало.
| Год  | Население, человек |
| ---- | ------------------ |
| 1905 | 15                 |
| 1921 | ↗ 61               |
| 2009 | ↘ 0                |
| 2019 | → 0                |